# Nokia Music Store
Nokia Music Store var fram till 2016 Nokias musikbutik för att köpa musik direkt till företagets mobiltelefoner. Nokia Music Store hade över 5 miljoner låtar i många olika genrer och erbjöd topplistor och gratismusik. Nyare modeller av Nokiamobiler hade en direklänk till den mobila musikbutiken.
Ägare av en Comes With Music-mobil hade möjlighet att ladda hem hur mycket musik de vill under ett års tid och kunde sedan spara musiken. Comes With Music fanns för ett antal modeller.
Nokia Music var ett tillhörande program för Windowsdatorer som gjorde att man kunde spela och hantera sin musik på en dator och samtidigt vara uppkopplad till Nokia Music Store utan att behöva använda en webbläsare. För att överföra musik från datorn till mobiltelefonen kopplades enheterna via USB och använde drag-n-drop mellan två synliga ikoner i programmet.